# Złotków (gromada)
Złotków – dawna gromada, czyli najmniejsza jednostka podziału terytorialnego Polskiej Rzeczypospolitej Ludowej w latach 1954–1972.
Gromady, z gromadzkimi radami narodowymi (GRN) jako organami władzy najniższego stopnia na wsi, funkcjonowały od reformy reorganizującej administrację wiejską przeprowadzonej jesienią 1954 do momentu ich zniesienia z dniem 1 stycznia 1973, tym samym wypierając organizację gminną w latach 1954–1972.
Gromadę Złotków z siedzibą GRN w Złotkowie utworzono – jako jedną z 8759 gromad na obszarze Polski – w powiecie konińskim w woj. poznańskim, na mocy uchwały nr 25/54 WRN w Poznaniu z dnia 5 października 1954. W skład jednostki weszły obszary dotychczasowych gromad Alinowo, Kalinowiec, Miłaczew i Złotków, ponadto miejscowości Danków, Janowo i Koziegłowy z dotychczasowej gromady Janowo oraz miejscowość Spławce z dotychczasowej gromady Wola Spławiecka – ze zniesionej gminy Kleczew w tymże powiecie. Dla gromady ustalono 10 członków gromadzkiej rady narodowej.
31 grudnia 1959 z gromady Złotków wyłączono miejscowość Koszary Jarockie, włączając ją do gromady Ostrowite w powiecie słupeckim w tymże województwie.
Gromadę zniesiono 1 stycznia 1960, a jej obszar włączono do gromady Kleczew w tymże powiecie.